# جوليا موراليس
جوليا موراليس (بالإنجليزية: Julia Morales)‏ هي صحفية أمريكية، ولدت في 25 ديسمبر 1983 في كراندال في الولايات المتحدة.